# مری کنی
مری کِـنی (انگلیسی: Mary Kenny؛ زادهٔ ۴ آوریل ۱۹۴۴) روزنامه‌نگار، مجری و نمایشنامه‌نویس اهل جمهوری ایرلند است. وی یکی از بنیان‌گذاران «جنبش آزادی زنان ایرلند» و یکی از نخستین فمینیست‌های این کشور است که مقالاتی در نشریه‌های ایرلند مستقل، تایمز، گاردین و دیلی تلگراف می‌نویسد. وی را «بانوی اعظم روزنامه‌نگاری ایرلند» لقب داده‌اند. وی در انگلستان فعالیت و سکونت دارد.